# Liste der Mitglieder des Shūgiin (44. Wahlperiode)
Die Liste gibt einen Überblick über alle Mitglieder des Shūgiin, dem japanischen Abgeordnetenhaus, in der 44. Wahlperiode (2005–2009).

## Fraktionen
Nach der Shūgiin-Wahl 2005 setzte sich das Shūgiin wie folgt zusammen:
| Fraktion                                             | Wahlergebnis (Parteien)                                           | Beginn der Legislaturperiode | Stand 21. Juli 2009 (Auflösung) | Zugänge (unvollst.) | Abgänge (unvollst.) | Saldo |
| ---------------------------------------------------- | ----------------------------------------------------------------- | ---------------------------- | ------------------------------- | --- | --- | ----- |
| LDP/Unabhängige Versammlung                          | 296 (LDP)                                                         |                              | 303                             | Harada K. (Nachwahl) Kamei Z. (Nachwahl) Sakamoto T.(Nachwahl) Hosaka T. (Eintritt)                                                                                        | Kōno (Präsident) Matsumoto K. (Rücktritt) Kamei Y. † Nishida † Matsuoka † Fukuda Yo. (Rücktritt) Hosaka T. (Rücktritt)                                                                        |       |
| DPJ/Unabhängiger Klub                                | 113 (DPJ)                                                         | 113                          | 112                             | Ōta (Nachwahl) Takai (Nachrücker) Ikeda (Nachrücker) Ishikawa (Nachrücker) Kusuda (Nachrücker) Shina (Nachwahl) Fujii H. (Nachrücker) Wada (Nachrücker) Hiraoka (Nachwahl) | Yokomichi (Vizepräsident) Gotō M. (Rücktritt) Kitahashi (Rücktritt) Nagata (Rücktritt) Tasso (Rücktritt) Nagahama (Rücktritt) Arai S. (Rücktritt) Hiraoka (Rücktritt) Kawamura T. (Rücktritt) | −1    |
| (Neue) Kōmeitō                                       | 31                                                                | 31                           | 31                              | | | 0     |
| KPJ                                                  | 9                                                                 | 9                            | 9                               | | | 0     |
| SDP/Bürgerbund                                       | 7 (SDP)                                                           | 7                            | 7                               | | | 0     |
| Neue Volkspartei/Daichi/Versammlung der Unabhängigen | 4 (Neue Volkspartei) 1 (Neue Partei Japan) 1 (Neue Partei Daichi) | 6                            | 7                               | Shimoji | Taki | +1    |
| Fraktionslos                                         | 18 (Unabh.)                                                       |                              | 9                               | Kōno (Präsident) Yokomichi (Vizepräsident) Taki | Shimoji |       |
| Gesamt                                               | 480                                                               | 480                          | 478                             | | | −2    |

## Präsidium
- Präsident
 Kōno Yōhei (parteilos, vorher LDP)
- Vizepräsident
 Yokomichi Takahiro (parteilos, vorher DPJ)
- Generalsekretär
 Komazaki Yoshihiro

## Ausschüsse und Vorsitzende
- Kabinettsausschuss, Nakano Kiyoshi, LDP (Ibuki-Faktion)
- Ausschuss für Innere Angelegenheiten und Kommunikation, Watanabe Hiromichi, LDP (Tsushima-Faktion)
- Justizausschuss, Shimomura Hakubun, LDP (Machimura-Faktion)
- Auswärtiger Ausschuss, Hirasawa Katsuei, LDP (Yamasaki-Faktion)
- Ausschuss für Finanzpolitik, Harada Yoshiaki, LDP (Yamasaki-Faktion)
- Ausschuss für Bildung, Kultur, Sport, Wissenschaft und Technologie, Satō Shigeki, Kōmeitō
- Ausschuss für Gesundheit, Arbeit und Soziales, Motegi Toshimitsu, LDP (Tsushima-Faktion)
- Ausschuss für Landwirtschaft, Forsten und Fischerei, Miyakoshi Mitsuhiro, LDP (Koga-Faktion)
- Ausschuss für Wirtschaft, Handel und Industrie, Higashi Junji, Kōmeitō
- Ausschuss für Land, Infrastruktur und Verkehr, Takemoto Naokazu, LDP (Koga-Faktion)
- Umweltausschuss, Kojima Toshio, LDP (Ibuki-Faktion)
- Sicherheitsausschuss, Kakazu Chiken, LDP (Machimura-Faktion)
- Ausschuss für grundlegende nationale Politik, Etō Seishirō, LDP (Machimura-Faktion)
- Haushaltsausschuss, Aisawa Ichirō, LDP (Tanigaki-Faktion)
- Ausschuss für Verwaltungsaufsicht und Kontrolle, Edano Yukio, DPJ
- Ausschuss für Regeln und Verwaltung, Sasagawa Takashi, LDP (Tsushima-Faktion)
- Disziplinarausschuss, Ikeda Motohisa, DPJ
- Sonderausschuss für Katastrophen, Suzuki Tsuneo, LDP (Asō-Faktion)
- Sonderausschuss für politische Ethik und Wahlrecht, Tanahashi Yasufumi, LDP (Tsushima-Faktion)
- Sonderausschuss für Okinawa und die Nördlichen Territorien, Fujimura Osamu, DPJ
- Sonderausschuss für Kinder und Jugend, Gemba Kōichirō, DPJ
- Sonderausschuss für die Prävention des internationalen Terrorismus, Zusammenarbeit und Unterstützung und die humanitäre Unterstützung beim Wiederaufbau des Irak, Fukaya Takashi, LDP (Yamasaki-Faktion)
- Sonderausschuss für die nordkoreanische Entführungsfrage und andere Angelegenheiten, Yamamoto Taku, LDP (Machimura-Faktion)
- Beratungsausschuss für politische Ethik, Aichi Kazuo, LDP (Nikai-Faktion)
- Beratungsausschuss für die Verfassung

## Kabinette
- 27. September 2005
 Koizumi Jun’ichirō wird mit 344 Stimmen zum Premierminister von Japan gewählt. (Maehara Seiji, DPJ, 114; Shii Kazuo, KPJ, 9; Fukushima Mizuho, SDP, 7; Watanuki Tamisuke, Neue Volkspartei, 6; Tokuda Takeshi, Liberale Liga, 1; ungültig 2) Kabinette: Kabinett Koizumi III, Kabinett Koizumi III (Umbildung).
- 26. September 2006
 Abe Shinzō wird mit 339 Stimmen zum Premierminister gewählt (Ozawa Ichirō, DPJ, 115). Kabinette: Kabinett Abe I, Kabinett Abe I (Umbildung).
- 25. September 2007
 Fukuda Yasuo wird mit 338 Stimmen zum Premierminister gewählt (Ozawa Ichirō, DPJ, 117). Kabinette: Kabinett Yasuo Fukuda, Kabinett Yasuo Fukuda (Umbildung).
- 24. September 2008
 Asō Tarō wird mit 337 Stimmen zum Premierminister gewählt (Ozawa Ichirō, DPJ, 117). Kabinett Asō.

Am 21. Juli 2009 löste Asō das Shūgiin auf.

## Abgeordnete
| Name                 | Fraktion              | Faktion                   | Wahlkreis/ Verhältniswahlblock | Sonstiges |
| -------------------- | --------------------- | ------------------------- | ------------------------------ | --- |
| Abe Shinzō           | LDP                   | Machimura                 | Yamaguchi 4                    | |
| Abe Tomoko           | SDP                   | -                         | Block Süd-Kantō                | |
| Abe Toshiko          | LDP                   | -                         | Block Chūgoku                  | |
| Aichi Kazuo          | LDP                   | Nikai                     | Block Tokio                    | |
| Aisawa Ichirō        | LDP                   | Tanigaki                  | Okayama 1                      | |
| Akaba Kazuyoshi      | Kōmeitō               | -                         | Hyōgo 2                        | |
| Akagi Norihiko       | LDP                   | Kōmura                    | Ibaraki 1                      | |
| Akaike Masaaki       | LDP                   | Machimura                 | Block Süd-Kantō                | |
| Akama Jirō           | LDP                   | Asō                       | Kanagawa 14                    | |
| Akamatsu Hirotaka    | DPJ                   | Yokomichi                 | Block Tōkai                    | |
| Akamatsu Masao       | Kōmeitō               | -                         | Block Kinki                    | |
| Akamine Seiken       | KPJ                   | -                         | Block Kyūshū                   | |
| Akazawa Ryōsei       | LDP                   |                           | Tottori 2                      | |
| Akiba Ken’ya         | LDP                   | -                         | Miyagi 2                       | |
| Amari Akira          | LDP                   | Yamasaki                  | Kanagawa 13                    | |
| Arai Etsuji          | LDP                   | Machimura                 | Saitama 11                     | |
| Arai Satoshi         | DPJ                   | Kan                       | Block Hokkaidō                 | Rücktritt im März 2007 für die Gouverneurswahl in Hokkaidō                                                        |
| Ashitomi Osamu       | LDP                   | Yamasaki                  | Block Kyūshū                   | |
| Asō Tarō             | LDP                   | -                         | Fukuoka 8                      | vor Amtsantritt als Parteivorsitzender/Premier zur Asō-Faktion                                                    |
| Azumi Jun            | DPJ                   |                           | Miyagi 5                       | |
| Banno Yutaka         | DPJ                   |                           | Block Tōkai                    | |
| Chūma Kōki           | LDP                   | Asō                       | Osaka 1                        | |
| Doi Masaki           | LDP                   | Tanigaki                  | Block Tōkai                    | |
| Doi Ryūichi          | DPJ                   | Kan                       | Block Kinki                    | |
| Doi Tōru             | LDP                   | Machimura                 | Miyagi 1                       | |
| Eda Kenji            | fraktionslos          | -                         | Kanagawa 8                     | |
| Eda Yasuyuki         | Kōmeitō               | -                         | Block Kyūshū                   | |
| Edano Yukio          | DPJ                   | Maehara                   | Saitama 5                      | |
| Endō Nobuhiko        | LDP                   | Asō                       | Block Kyūshū                   | |
| Endō Otohiko         | Kōmeitō               | -                         | Block Nord-Kantō               | |
| Endō Takehiko        | LDP                   | Yamasaki                  | Yamagata 2                     | |
| Endō Toshiaki        | LDP                   | Tanigaki                  | Yamagata 1                     | |
| Esaki Tetsuma        | LDP                   | -                         | Aichi 10                       | |
| Esaki Yōichirō       | LDP                   | Yamasaki                  | Block Süd-Kantō                | |
| Eto Akinori          | LDP                   | Kōmura                    | Aomori 2                       | |
| Etō Seishirō         | LDP                   |                           | Ōita 2                         | |
| Etō Taku             | LDP                   | Ibuki                     | Miyazaki 2                     | Gewählt als Unabhängiger (LDP-Postprivatisierungsgegner)                                                          |
| Fujii Hirohisa       | DPJ                   |                           | Block Süd-Kantō                | Nachrücker für Nagahama Hiroyuki                                                                                  |
| Fujii Yūji           | LDP                   | Koga                      | Block Süd-Kantō                | |
| Fujimura Osamu       | DPJ                   |                           | Block Kinki                    | |
| Fujino Makiko        | LDP                   | Nikai                     | Block Tōkai                    | |
| Fujita Mikio         | LDP                   | -                         | Block Süd-Kantō                | |
| Fukaya Takashi       | LDP                   | Yamasaki                  | Tokio 2                        | |
| Fukuda Akio          | DPJ                   | -                         | Block Nord-Kantō               | |
| Fukuda Mineyuki      | LDP                   | Yamasaki                  | Block Süd-Kantō                | |
| Fukuda Yasuo         | LDP                   | -                         | Gunma 4                        | vor Amtsantritt als Parteivorsitzender/Premier zur Machimura-Faktion                                              |
| Fukuda Yoshihiko     | LDP                   |                           | Yamaguchi 2                    | Rücktritt Dezember 2007 für Bürgermeisterwahl                                                                     |
| Fukui Teru           | LDP                   | Koga                      | Kōchi 1                        | |
| Fukuoka Takamaro     | LDP                   | Tsushima                  | Saga 1                         | |
| Fukushima Yutaka     | Kōmeitō               | -                         | Osaka 6                        | |
| Funada Hajime        | LDP                   | Tsushima                  | Tochigi 1                      | |
| Furukawa Motohisa    | DPJ                   |                           | Aichi 2                        | |
| Furukawa Yoshihisa   | LDP                   | Yamasaki                  | Miyazaki 3                     | Gewählt als Unabhängiger (LDP-Postprivatisierungsgegner)                                                          |
| Furumoto Shin’ichirō | DPJ                   | Kawabata                  | Aichi 11                       | |
| Furuya Keiji         | LDP                   | Ibuki                     | Gifu 5                         | Gewählt als Unabhängiger (LDP-Postprivatisierungsgegner)                                                          |
| Furuya Noriko        | Kōmeitō               | -                         | Block Süd-Kantō                | |
| Futada Kōji          | LDP                   | Koga                      | Block Tōhoku                   | |
| Fuyushiba Tetsuzō    | Kōmeitō               | -                         | Hyōgo 8                        | |
| Gemba Kōichirō       | DPJ                   | Noda                      | Fukushima 3                    | |
| Gotō Hitoshi         | DPJ                   |                           | Block Süd-Kantō                | |
| Gotō Masanori        | DPJ                   |                           | Block Shikoku                  | Rücktritt im Dezember 2005                                                                                        |
| Gotō Shigeyuki       | LDP                   | -                         | Nagano 4                       | |
| Gotōda Masazumi      | LDP                   | -                         | Tokushima 3                    | |
| Hachiro Yoshio       | DPJ                   | Yokomichi                 | Hokkaidō 4                     | |
| Hagiuda Kōichi       | LDP                   | Machimura                 | Tokio 24                       | |
| Hagiwara Seiji       | LDP                   | Koga                      | Block Chūgoku                  | |
| Hagiyama Kyōgon      | LDP                   | Ibuki                     | Block Hokuriku-Shin’etsu       | |
| Hamada Yasukazu      | LDP                   | -                         | Chiba 12                       | |
| Hanashi Yasuhiro     | LDP                   | Koga                      | Ibaraki 3                      | |
| Harada Kenji         | LDP                   | Tsushima                  | Osaka 9                        | Nachwahl am 22. Oktober 2006                                                                                      |
| Harada Yoshiaki      | LDP                   | Yamasaki                  | Fukuoka 5                      | |
| Harada Yoshitsugu    | LDP                   | Tanigaki                  | Shizuoka 2                     | |
| Haraguchi Kazuhiro   | DPJ                   | Hata                      | Block Kyūshū                   | |
| Hase Hiroshi         | LDP                   | Machimura                 | Ishikawa 1                     | |
| Hashimoto Gaku       | LDP                   | Tsushima                  | Block Chūgoku                  | |
| Hata Tsutomu         | DPJ                   |                           | Nagano 3                       | |
| Hatoyama Kunio       | LDP                   | Tsushima                  | Fukuoka 6                      | |
| Hatoyama Yukio       | DPJ                   | Hatoyama                  | Hokkaidō 9                     | |
| Hayakawa Chūkō       | LDP                   | Machimura                 | Saitama 4                      | |
| Hayashi Jun          | LDP                   | -                         | Kanagawa 4                     | |
| Hayashi Motoo        | LDP                   | Yamasaki                  | Chiba 10                       | |
| Hayashida Takeshi    | LDP                   | Tsushima                  | Block Kyūshū                   | |
| Higashi Junji        | Kōmeitō               | -                         | Block Kyūshū                   | |
| Himori Fumihiro      | SDP                   | -                         | Block Nord-Kantō               | |
| Hiraguchi Hiroshi    | LDP                   | Tsushima                  | Hiroshima 2                    | |
| Hirai Takuya         | LDP                   | Koga                      | Kagawa 1                       | |
| Hirano Hirofumi      | DPJ                   |                           | Osaka 11                       | |
| Hiranuma Takeo       | fraktionslos          | -                         | Okayama 3                      | |
| Hiraoka Hideo        | DPJ                   | Kan                       | Yamaguchi 2                    | Gewählt im Block Chūgoku Rücktritt am 15. April 2008 für Nachwahl-Kandidatur Nachwahl am 27. April 2008           |
| Hirasawa Katsuei     | LDP                   | Yamasaki                  | Tokio 17                       | |
| Hirata Kōichi        | LDP                   | Tsushima                  | Block Tōkai                    | |
| Hirotsu Motoko       | LDP                   | Yamasaki                  | Block Kyūshū                   | |
| Hori Kōsuke          | LDP                   | -                         | Saga 3                         | Gewählt als Unabhängiger (LDP-Postprivatisierungsgegner)                                                          |
| Horiuchi Mitsuo      | LDP                   | Koga                      | Yamanashi 2                    | Gewählt als Unabhängiger (LDP-Postprivatisierungsgegner)                                                          |
| Hosaka Nobuto        | SDP                   | -                         | Block Tokio                    | |
| Hosaka Takeshi       | LDP                   | Tsushima                  | Yamanashi 3                    | Gewählt als Unabhängiger (LDP-Postprivatisierungsgegner) Rücktritt im September 2008 für Bürgermeisterwahl in Kai |
| Hosoda Hiroyuki      | LDP                   | Machimura                 | Shimane 1                      | |
| Hosokawa Ritsuo      | DPJ                   | Kan                       | Block Nord-Kantō               | |
| Hosono Gōshi         | DPJ                   | Maehara                   | Shizuoka 5                     | |
| Ibuki Bunmei         | LDP                   | Ibuki                     | Kyōto 1                        | |
| Ichimura Kōichirō    | DPJ                   |                           | Block Kinki                    | |
| Iijima Yukari        | LDP                   | -                         | Block Hokkaidō                 | |
| Ikeda Motohisa       | DPJ                   | Kan                       | Block Süd-Kantō                | Nachrücker für Nagata Hisayasu im April 2006                                                                      |
| Ikenobō Yasuko       | Kōmeitō               | -                         | Block Kinki                    | |
| Imai Hiroshi         | LDP                   | Koga                      | Saitama 3                      | |
| Imamura Masahiro     | LDP                   | -                         | Saga 2                         | Gewählt als Unabhängiger (LDP-Postprivatisierungsgegner)                                                          |
| Imazu Hiroshi        | LDP                   | Tsushima                  | Block Hokkaidō                 | |
| Inaba Yamato         | LDP                   | Yamasaki                  | Niigata 3                      | |
| Inada Tomomi         | LDP                   | Machimura                 | Fukui 1                        | |
| Inoguchi Kuniko      | LDP                   | -                         | Block Tokio                    | |
| Inoue Kiichi         | LDP                   | Nikai                     | Hyōgo 4                        | |
| Inoue Shinji         | LDP                   | Asō                       | Tokio 25                       | |
| Inoue Yoshihisa      | Kōmeitō               | -                         | Block Tōhoku                   | |
| Ishiba Shigeru       | LDP                   | Tsushima                  | Tottori 1                      | |
| Ishida Masatoshi     | LDP                   | Yamasaki                  | Wakayama 2                     | |
| Ishida Noritoshi     | Kōmeitō               | -                         | Block Shikoku                  | |
| Ishihara Hirotaka    | LDP                   | -                         | Tokio 3                        | |
| Ishihara Nobuteru    | LDP                   | Yamasaki                  | Tokio 8                        | |
| Ishii Ikuko          | KPJ                   | -                         | Block Kinki                    | |
| Ishii Keiichi        | Kōmeitō               | -                         | Block Nord-Kantō               | |
| Ishikawa Tomohiro    | DPJ                   | Ozawa                     | Block Hokkaidō                 | Nachrücker im April 2007 für Arai Satoshi                                                                         |
| Ishizaki Gaku        | LDP                   | Machimura                 | Hokkaidō 3                     | |
| Ishizeki Takashi     | DPJ                   | Ozawa                     | Block Nord-Kantō               | |
| Itō Kōsuke           | LDP                   | Machimura                 | Tokio 23                       | |
| Itō Shintarō         | LDP                   | Kōmura                    | Miyagi 4                       | |
| Itō Tadahiko         | LDP                   | Nikai                     | Aichi 8                        | |
| Itō Tatsuya          | LDP                   | Tsushima                  | Tokio 22                       | |
| Itō Wataru           | Kōmeitō               | -                         | Block Tōkai                    | |
| Itokawa Masaaki      | Neue Volkspartei/Sōzō | -                         | Block Hokuriku-Shin’etsu       | |
| Iwaki Nobuko         | LDP                   | Nikai                     | Block Kinki                    | |
| Iwakuni Tetsundo     | DPJ                   | Hata                      | Block Süd-Kantō                | |
| Iwanaga Mineichi     | LDP                   | Koga                      | Shiga 4                        | |
| Iwaya Takeshi        | LDP                   | Asō                       | Ōita 3                         | |
| Izawa Kyōko          | LDP                   | Tanigaki                  | Block Kinki                    | |
| Izumi Kenta          | DPJ                   |                           | Kyōto 3                        | |
| Jimpū Hideo          | DPJ                   |                           | Block Nord-Kantō               | |
| Jitsukawa Yukio      | LDP                   | Koga                      | Chiba 13                       | |
| Kagita Chūbē         | LDP                   | Ibuki                     | Block Kinki                    | |
| Kaifu Toshiki        | LDP                   | Nikai                     | Aichi 9                        | |
| Kajiyama Hiroshi     | LDP                   |                           | Ibaraki 4                      | |
| Kakazu Chiken        | LDP                   | Machimura                 | Okinawa 3                      | |
| Kamei Hisaoki        | Neue Volkspartei/Sōzō | -                         | Block Chūgoku                  | |
| Kamei Shizuka        | Neue Volkspartei/Sōzō | -                         | Hiroshima 6                    | |
| Kamei Yoshiyuki      | LDP                   | Yamasaki                  | Kanagawa 16                    | † 12. Mai 2006 |
| Kamei Zentarō        | LDP                   | Yamasaki                  | Kanagawa 16                    | Nachwahl am 22. Oktober 2006                                                                                      |
| Kameoka Yoshitami    | LDP                   | Machimura                 | Fukushima 1                    | |
| Kamikawa Yōko        | LDP                   | Koga                      | Shizuoka 1                     | |
| Kamoshita Ichirō     | LDP                   | Tsushima                  | Tokio 13                       | |
| Kan Naoto            | DPJ                   | Kan                       | Tokio 18                       | |
| Kaneko Kazuyoshi     | LDP                   | Koga                      | Gifu 4                         | |
| Kaneko Yasushi       | LDP                   | Yamasaki                  | Kumamoto 5                     | |
| Kaneko Zenjirō       | LDP                   | Nikai                     | Block Nord-Kantō               | |
| Kaneta Seiichi       | DPJ                   |                           | Hokkaidō 8                     | |
| Kanno Tetsuo         | SDP                   | -                         | Block Tōhoku                   | |
| Kanzaki Takenori     | Kōmeitō               | -                         | Block Kyūshū                   | |
| Kasai Akira          | KPJ                   | -                         | Block Tokio                    | |
| Katayama Satsuki     | LDP                   | -                         | Shizuoka 7                     | |
| Katō Katsunobu       | LDP                   | Tsushima                  | Block Chūgoku                  | |
| Katō Kōichi          | LDP                   | -                         | Yamagata 3                     | |
| Katō Kōichi          | DPJ                   |                           | Block Tokio                    | |
| Kawabata Tatsuo      | DPJ                   | Kawabata                  | Block Kinki                    | |
| Kawai Katsuyuki      | LDP                   | Tsushima                  | Hiroshima 3                    | |
| Kawajō Shika         | LDP                   | Nikai                     | Osaka 2                        | |
| Kawamura Takashi     | DPJ                   |                           | Aichi 1                        | Rücktritt im April 2009 für Bürgermeisterwahl in Nagoya                                                           |
| Kawamura Takeo       | LDP                   | Ibuki                     | Yamaguchi 3                    | |
| Kawara Tsutomu       | LDP                   | Koga                      | Block Hokuriku-Shin’etsu       | |
| Kawasaki Jirō        | LDP                   | Tanigaki                  | Mie 1                          | |
| Kawauchi Hiroshi     | DPJ                   | Hatoyama                  | Block Kyūshū                   | |
| Kihara Minoru        | LDP                   | Tsushima                  | Block Kyūshū                   | |
| Kihara Seiji         | LDP                   | Koga                      | Tokio 20                       | |
| Kikawada Tōru        | DPJ                   | Ozawa                     | Iwate 3                        | |
| Kikuta Makiko        | DPJ                   | Kawabata                  | Niigata 4                      | |
| Kimura Ben           | LDP                   | Yamasaki                  | Tokio 15                       | |
| Kimura Takahide      | LDP                   | Tsushima                  | Aichi 5                        | |
| Kimura Tarō          | LDP                   | Machimura                 | Aomori 4                       | |
| Kimura Yoshio        | LDP                   | Yamasaki                  | Kagawa 2                       | |
| Kira Shūji           | DPJ                   |                           | Ōita 1                         | |
| Kishida Fumio        | LDP                   | Koga                      | Hiroshima 1                    | |
| Kitagami Keirō       | DPJ                   |                           | Block Kinki                    | |
| Kitagawa Kazuo       | Kōmeitō               | -                         | Osaka 16                       | |
| Kitagawa Tomokatsu   | LDP                   | Kōmura                    | Osaka 12                       | |
| Kitahashi Kenji      | DPJ                   |                           | Block Kyūshū                   | Rücktritt im Dezember 2006 für Bürgermeisterwahl                                                                  |
| Kitamura Seigo       | LDP                   | Koga                      | Nagasaki 4                     | |
| Kitamura Shigeo      | LDP                   | Machimura                 | Ishikawa 3                     | |
| Kobiki Tsukasa       | LDP                   | Machimura                 | Hyōgo 6                        | |
| Kodaira Tadamasa     | DPJ                   | Kawabata                  | Hokkaidō 10                    | |
| Koga Issei           | DPJ                   |                           | Block Kyūshū                   | |
| Koga Makoto          | LDP                   | Koga                      | Fukuoka 7                      | |
| Koike Yuriko         | LDP                   | Machimura                 | Tokio 10                       | |
| Koizumi Jun’ichirō   | LDP                   | -                         | Kanagawa 11                    | |
| Kojima Toshio        | LDP                   | Ibuki                     | Saitama 12                     | |
| Kokuta Keiji         | KPJ                   | -                         | Block Kinki                    | |
| Komiyama Yasuko      | DPJ                   | Ozawa                     | Block Nord-Kantō               | |
| Komiyama Yōko        | DPJ                   | Maehara                   | Block Tokio                    | |
| Kōmoto Saburō        | LDP                   | Kōmura                    | Hyōgo 12                       | |
| Kōmura Masahiko      | LDP                   | Kōmura                    | Yamaguchi 1                    | |
| Kondō Mitsue         | LDP                   |                           | Block Kinki                    | |
| Kondō Motohiko       | LDP                   | Koga                      | Niigata 2                      | |
| Kondō Shōichi        | DPJ                   | Versammlung der Liberalen | Aichi 3                        | |
| Kondō Yōsuke         | DPJ                   | Noda, Maehara             | Block Tōhoku                   | |
| Kōno Tarō            | LDP                   | Asō                       | Kanagawa 15                    | |
| Kōno Yōhei           | fraktionslos          | -                         | Kanagawa 17                    | vor der Wahl zum Präsidenten LDP                                                                                  |
| Kōri Kazuko          | DPJ                   |                           | Block Tōhoku                   | |
| Kosaka Kenji         | LDP                   | Tsushima                  | Nagano 1                       | |
| Kosugi Takashi       | LDP                   | Yamasaki                  | Tokio 5                        | |
| Kurata Masatoshi     | LDP                   | Tsushima                  | Block Tōkai                    | |
| Kusuda Daizō         | DPJ                   |                           | Block Kyūshū                   | Nachrücker für Kitahashi Kenji im Dezember 2006                                                                   |
| Kyūma Fumio          | LDP                   | Tsushima                  | Nagasaki 2                     | |
| Mabuchi Sumio        | DPJ                   | Noda, Maehara             | Nara 1                         | |
| Machimura Nobutaka   | LDP                   | Machimura                 | Hokkaidō 5                     | |
| Maeda Yūkichi        | DPJ                   | Ozawa, Kawabata           | Block Tōkai                    | |
| Maehara Seiji        | DPJ                   | Maehara                   | Kyōto 2                        | |
| Maki Yoshio          | DPJ                   | Hatoyama, Kawabata        | Aichi 4                        | |
| Makihara Hideki      | LDP                   | -                         | Block Nord-Kantō               | |
| Maruya Kaori         | Kōmeitō               | -                         | Block Hokkaidō                 | |
| Masuhara Yoshitake   | LDP                   | Ibuki                     | Block Chūgoku                  | |
| Masuya Keigo         | Kōmeitō               | -                         | Block Chūgoku                  | |
| Matsubara Jin        | DPJ                   | Ozawa, Kawabata           | Block Tokio                    | |
| Matsuki Kenkō        | DPJ                   | Ozawa                     | Block Hokkaidō                 | |
| Matsumoto Daisuke    | DPJ                   |                           | Block Chūgoku                  | |
| Matsumoto Fumiaki    | LDP                   | Machimura                 | Tokio 7                        | |
| Matsumoto Kazumi     | LDP                   |                           | Chiba 7                        | Rücktritt am 18. Januar 2006                                                                                      |
| Matsumoto Jun        | LDP                   | Asō                       | Kanagawa 1                     | |
| Matsumoto Ryū        | DPJ                   | Yokomichi                 | Fukuoka 1                      | |
| Matsumoto Takeaki    | DPJ                   | Noda                      | Block Kinki                    | |
| Matsumoto Yōhei      | LDP                   | Ibuki                     | Tokio 19                       | |
| Matsunami Kenshirō   | LDP                   | Ibuki                     | Block Kinki                    | |
| Matsunami Kenta      | LDP                   | Ibuki                     | Osaka 10                       | |
| Matsuno Hirokazu     | LDP                   | Machimura                 | Chiba 3                        | |
| Matsuno Yorihisa     | DPJ                   |                           | Kumamoto 1                     | |
| Matsuoka Toshikatsu  | LDP                   | Ibuki                     | Kumamoto 3                     | † 28. Mai 2007 |
| Matsushima Midori    | LDP                   | Machimura                 | Tokio 14                       | |
| Mawatari Tatsuharu   | LDP                   | Tsushima                  | Block Tōkai                    | |
| Mihara Asahiko       | LDP                   | Tsushima                  | Fukuoka 9                      | |
| Mikazuki Taizō       | DPJ                   | Kawabata                  | Shiga 3                        | |
| Minorikawa Nobuhide  | LDP                   | -                         | Akita 3                        | |
| Mitani Mitsuo        | DPJ                   |                           | Block Chūgoku                  | |
| Mitsubayashi Takashi | LDP                   | Machimura                 | Saitama 14                     | |
| Mitusi Wakio         | DPJ                   | Hata, Kawabata            | Hokkaidō 2                     | |
| Mitsuya Norio        | LDP                   | Koga                      | Mie 5                          | |
| Miyaji Kazuaki       | LDP                   | Machimura                 | Kagoshima 3                    | |
| Miyakoshi Mitsuhiro  | LDP                   | Koga                      | Toyama 2                       | |
| Miyashita Ichirō     | LDP                   | Machimura                 | Nagano 5                       | |
| Miyazawa Yōichi      | LDP                   | Koga                      | Hiroshima 7                    | |
| Mizuno Ken’ichi      | LDP                   | -                         | Chiba 9                        | |
| Mochizuki Yoshio     | LDP                   | Koga                      | Shizuoka 4                     | |
| Mori Eisuke          | LDP                   | Asō                       | Chiba 11                       | |
| Mori Yoshirō         | LDP                   | Machimura                 | Ishikawa 2                     | |
| Morimoto Tetsuo      | DPJ                   |                           | Block Tōkai                    | |
| Moriyama Hiroshi     | LDP                   | Yamasaki                  | Kagoshima 5                    | Gewählt als Unabhängiger (LDP-Postprivatisierungsgegner)                                                          |
| Moriyama Masahito    | LDP                   | Koga                      | Hyōgo 1                        | |
| Moriyama Mayumi      | LDP                   | Kōmura                    | Tochigi 2                      | |
| Motegi Toshimitsu    | LDP                   | Tsushima                  | Tochigi 5                      | |
| Murai Muneaki        | DPJ                   |                           | Block Hokuriku-Shin’etsu       | |
| Murakami Seiichirō   | LDP                   | Kōmura                    | Ehime 2                        | |
| Murata Yoshitaka     | LDP                   | Koga                      | Okayama 5                      | |
| Mutō Yōji            | LDP                   |                           | Gifu 3                         | |
| Nagahama Hiroyuki    | DPJ                   | Noda                      | Block Süd-Kantō                | Rücktritt im Juli 2007 für Sangiin-Wahl                                                                           |
| Nagaoka Keiko        | LDP                   | Asō                       | Block Nord-Kantō               | |
| Nagasaki Kōtarō      | fraktionslos          | -                         | Block Süd-Kantō                | Gewählt für die LDP (Nikai-Faktion)                                                                               |
| Nagase Jin’en        | LDP                   | Machimura                 | Toyama 1                       | |
| Nagashima Akihisa    | DPJ                   |                           | Block Tokio                    | |
| Nagashima Tadayoshi  | LDP                   | Ibuki                     | Block Hokuriku-Shin’etsu       | |
| Nagata Hisayasu      | DPJ                   | Kan                       | Block Süd-Kantō                | Rücktritt im April 2006                                                                                           |
| Nagatsuma Akira      | DPJ                   |                           | Block Tokio                    | |
| Nagayasu Takashi     | DPJ                   |                           | Osaka 19                       | |
| Nakagawa Hidenao     | LDP                   | Machimura                 | Hiroshima 4                    | |
| Nakagawa Masaharu    | DPJ                   | Hata                      | Mie 2                          | |
| Nakagawa Shōichi     | LDP                   | Ibuki                     | Hokkaidō 11                    | |
| Nakagawa Yasuhiro    | LDP                   | -                         | Kyōto 4                        | |
| Nakai Hiroshi        | DPJ                   | Ozawa, Kawabata           | Block Tōkai                    | |
| Nakamori Fukuyo      | LDP                   | Ibuki                     | Block Nord-Kantō               | |
| Nakamura Kishirō     | fraktionslos          | -                         | Ibaraki 7                      | |
| Nakamura Seiji       | LDP                   | Tsushima                  | Block Kyūshū                   | |
| Nakane Kazuyuki      | LDP                   | Machimura                 | Block Nord-Kantō               | |
| Nakano Hiroko        | DPJ                   |                           | Hokkaidō 7                     | |
| Nakano Kiyoshi       | LDP                   | Ibuki                     | Saitama 7                      | |
| Nakano Masashi       | LDP                   | Machimura                 | Block Tōhoku                   | |
| Nakatani Gen         | LDP                   | Tanigaki                  | Kōchi 2                        | |
| Nakayama Nariaki     | LDP                   | Machimura                 | Miyazaki 1                     | |
| Nakayama Tarō        | LDP                   | -                         | Osaka 18                       | |
| Nakayama Yasuhide    | LDP                   | Machimura                 | Osaka 4                        | |
| Namiki Masayoshi     | LDP                   | Machimura                 | Block Nord-Kantō               | |
| Nemoto Takumi        | LDP                   | Koga                      | Fukushima 2                    | |
| Nikai Toshihiro      | LDP                   | Nikai                     | Wakayama 3                     | |
| Nishi Hiroyoshi      | Kōmeitō               | -                         | Block Kinki                    | |
| Nishida Takeshi      | LDP                   | Nikai                     | Osaka 9                        | † 8. Juni 2006 |
| Nishikawa Kōya       | LDP                   | Ibuki                     | Block Nord-Kantō               | |
| Nishikawa Kyōko      | LDP                   | Ibuki                     | Fukuoka 10                     | |
| Nishime Kōsaburō     | LDP                   | Tsushima                  | Okinawa 4                      | |
| Nishimoto Katsuko    | LDP                   | Kōmura                    | Block Shikoku                  | |
| Nishimura Akihiro    | LDP                   | Machimura                 | Miyagi 3                       | |
| Nishimura Chinami    | DPJ                   | -                         | Niigata 1                      | |
| Nishimura Shingo     | fraktionslos          | -                         | Block Kinki                    | |
| Nishimura Yasutoshi  | LDP                   | Machimura                 | Hyōgo 9                        | |
| Nishino Akira        | LDP                   | Koga                      | Osaka 13                       | |
| Niwa Hideki          | LDP                   | Kōmura                    | Aichi 6                        | |
| Niwa Yūya            | LDP                   | Koga                      | Ibaraki 6                      | |
| Noda Seiko           | LDP                   |                           | Gifu 1                         | Gewählt als Unabhängige (LDP-Postprivatisierungsgegnerin)                                                         |
| Noda Takeshi         | LDP                   | Yamasaki                  | Kumamoto 2                     | |
| Noda Yoshihiko       | DPJ                   | Noda                      | Chiba 4                        | |
| Norota Hōsei         | Neue Volkspartei/Sōzō | -                         | Akita 2                        | Gewählt als Unabhängiger (LDP-Postprivatisierungsgegner)                                                          |
| Nukaga Fukushirō     | LDP                   | Tsushima                  | Ibaraki 2                      | |
| Obuchi Yūko          | LDP                   | Tsushima                  | Gunma 5                        | |
| Ochi Takao           | LDP                   | Machimura                 | Tokio 6                        | |
| Ogawa Jun’ya         | DPJ                   |                           | Block Shikoku                  | |
| Ogawa Yūichi         | LDP                   | Machimura                 | Tokio 21                       | |
| Ōguchi Yoshinori     | Kōmeitō               | -                         | Block Tōkai                    | |
| Ōgushi Hiroshi       | DPJ                   | -                         | Block Kyūshū                   | |
| Ōhata Akihiro        | DPJ                   | Hatoyama                  | Ibaraki 5                      | |
| Okabe Hideaki        | LDP                   | Machimura                 | Block Nord-Kantō               | |
| Okada Katsuya        | DPJ                   |                           | Mie 3                          | |
| Okamoto Mitsunori    | DPJ                   |                           | Block Tōkai                    | |
| Okamoto Yoshirō      | LDP                   | Tsushima                  | Block Shikoku                  | |
| Okashita Nobuko      | LDP                   | Tsushima                  | Osaka 17                       | |
| Okonogi Hachirō      | LDP                   |                           | Kanagawa 3                     | |
| Okumura Tenzō        | DPJ                   |                           | Block Kinki                    | |
| Okuno Shinsuke       | LDP                   | Machimura                 | Nara 3                         | |
| Ōmae Shigeo          | LDP                   | Yamasaki                  | Hyōgo 7                        | |
| Omi Kōji             | LDP                   | Machimura                 | Block Nord-Kantō               | |
| Ōmiya Nobuhiro       | LDP                   | -                         | Block Süd-Kantō                | |
| Ōmura Hideaki        | LDP                   | Tsushima                  | Aichi 13                       | |
| Ono Jirō             | LDP                   | -                         | Block Süd-Kantō                | |
| Ōno Matsushige       | LDP                   | Machimura                 | Saitama 9                      | |
| Ono Shin’ya          | LDP                   | Machimura                 | Ehime 3                        | |
| Ōno Yoshinori        | LDP                   | Yamasaki                  | Kagawa 3                       | |
| Onodera Itsunori     | LDP                   | Koga                      | Miyagi 6                       | |
| Ōsaka Seiji          | DPJ                   |                           | Block Hokkaidō                 | |
| Ōshima Atsushi       | DPJ                   |                           | Saitama 6                      | |
| Ōshima Tadamori      | LDP                   | Kōmura                    | Aomori 3                       | |
| Ōta Akihiro          | Kōmeitō               | -                         | Tokio 12                       | |
| Ōta Kazumi           | DPJ                   | -                         | Chiba 7                        | Nachwahl am 23. April 2006                                                                                        |
| Ōta Seiichi          | LDP                   | Koga                      | Fukuoka 3                      | |
| Ōtsuka Takashi       | LDP                   | Tsushima                  | Osaka 8                        | |
| Ōtsuka Taku          | LDP                   |                           | Block Tokio                    | |
| Ozato Yasuhiro       | LDP                   | Tanigaki                  | Kagoshima 4                    | |
| Ozawa Ichirō         | DPJ                   | Ozawa                     | Iwate 4                        | |
| Ozawa Sakihito       | DPJ                   | Hatoyama                  | Yamanashi 1                    | |
| Ryū Hirofumi         | DPJ                   |                           | Block Süd-Kantō                | |
| Saitō Tetsuo         | Kōmeitō               | -                         | Block Chūgoku                  | |
| Saitō Toshitsugu     | LDP                   | Tsushima                  | Block Tōkai                    | |
| Sakaguchi Chikara    | Kōmeitō               | -                         | Block Tōkai                    | |
| Sakai Manabu         | LDP                   | -                         | Kanagawa 5                     | |
| Sakamoto Gōji        | LDP                   | Machimura                 | Block Tōhoku                   | |
| Sakamoto Tetsushi    | LDP                   | Yamasaki                  | Kumamoto 3                     | Nachwahl am 29. Juli 2007                                                                                         |
| Sakurada Yoshitaka   | LDP                   | Tsushima                  | Chiba 8                        | |
| Sakurai Ikuzō        | LDP                   | Asō                       | Kanagawa 12                    | |
| Sasagawa Takashi     | LDP                   | Tsushima                  | Gunma 2                        | |
| Sasaki Kenshō        | KPJ                   | -                         | Block Tōkai                    | |
| Sasaki Ryūzō         | DPJ                   |                           | Block Hokuriku-Shin’etsu       | |
| Sasaki Takahiro      | DPJ                   | Yokomichi                 | Hokkaidō 6                     | |
| Sata Gen’ichirō      | LDP                   | Tsushima                  | Gunma 1                        | |
| Satō Ren             | LDP                   | Machimura                 | Block Kyūshū                   | |
| Satō Shigeki         | Kōmeitō               | -                         | Block Kinki                    | |
| Satō Tatsuo          | LDP                   | Yamasaki                  | Block Tōhoku                   | |
| Satō Tsutomu         | LDP                   | Tanigaki                  | Tochigi 4                      | |
| Satō Yukari          | LDP                   | -                         | Block Tōkai                    | |
| Seki Yoshihiro       | LDP                   | Machimura                 | Hyōgo 3                        | |
| Sengoku Yoshito      | DPJ                   | Maehara                   | Tokushima 1                    | |
| Shibayama Masahiko   | LDP                   | Machimura                 | Saitama 8                      | |
| Shichijō Akira       | LDP                   | Kōmura                    | Block Shikoku                  | |
| Shigeno Yasumasa     | SDP                   | -                         | Block Kyūshū                   | |
| Shii Kazuo           | KPJ                   | -                         | Block Süd-Kantō                | |
| Shimamura Yoshinobu  | LDP                   | -                         | Tokio 16                       | |
| Shimizu Kōichirō     | LDP                   | Koga                      | Block Kinki                    | |
| Shimizu Seiichirō    | LDP                   | Nikai                     | Block Tokio                    | |
| Shimoji Mikio        | Neue Volkspartei/Sōzō | -                         | Okinawa 1                      | Gewählt als Unabhängiger                                                                                          |
| Shimojō Mitsu        | DPJ                   | Hata                      | Nagano 2                       | |
| Shimomura Hakubun    | LDP                   | Machimura                 | Tokio 11                       | |
| Shina Takeshi        | DPJ                   | Ozawa                     | Iwate 1                        | Nachwahl am 29. Juli 2007                                                                                         |
| Shindō Yoshitaka     | LDP                   | Tsushima                  | Saitama 2                      | |
| Shinoda Yōsuke       | LDP                   | Yamasaki                  | Block Tōkai                    | |
| Shinohara Takashi    | DPJ                   |                           | Block Hokuriku-Shin’etsu       | |
| Shiokawa Tetsuya     | KPJ                   | -                         | Block Nord-Kantō               | |
| Shionoya Ryū         | LDP                   | Machimura                 | Shizuoka 8                     | |
| Shiozaki Yasuhisa    | LDP                   | Koga                      | Ehime 1                        | |
| Sonoda Hiroyuki      | LDP                   | Tanigaki                  | Kumamoto 4                     | |
| Sonoda Yasuhiro      | DPJ                   |                           | Block Tōkai                    | |
| Sonoura Kentarō      | LDP                   | Asō                       | Chiba 5                        | |
| Suematsu Yoshinori   | DPJ                   | Kan                       | Block Tokio                    | |
| Suga Yoshihide       | LDP                   | Koga                      | Kanagawa 2                     | |
| Sugawara Isshū       | LDP                   | -                         | Tokio 9                        | |
| Sugimura Taizō       | LDP                   | -                         | Block Süd-Kantō                | |
| Sugita Motoshi       | LDP                   | Machimura                 | Block Tōkai                    | |
| Sugiura Seiken       | LDP                   | Machimura                 | Aichi 12                       | |
| Suzuki Junji         | LDP                   | Machimura                 | Aichi 7                        | |
| Suzuki Katsumasa     | DPJ                   | Ozawa                     | Aichi 14                       | |
| Suzuki Keisuke       | LDP                   | Asō                       | Block Süd-Kantō                | |
| Suzuki Muneo         | fraktionslos          | -                         | Block Hokkaidō                 | Gewählt für die Neue Partei Daichi                                                                                |
| Suzuki Shun’ichi     | LDP                   | Koga                      | Iwate 2                        | |
| Suzuki Tsuneo        | LDP                   | Asō                       | Kanagawa 7                     | |
| Tabata Masahiro      | Kōmeitō               | -                         | Osaka 3                        | |
| Taira Masaaki        | LDP                   | Yamsaki                   | Tokio 4                        | |
| Tajima Issei         | DPJ                   |                           | Shiga 2                        | |
| Tajima Kaname        | DPJ                   |                           | Block Süd-Kantō                | |
| Takagi Michiyo       | Kōmeitō               | -                         | Block Tokio                    | |
| Takagi Tsuyoshi      | LDP                   | Machimura                 | Fukui 3                        | |
| Takagi Yōsuke        | Kōmeitō               | -                         | Block Tokio                    | |
| Takahashi Chizuko    | KPJ                   | -                         | Block Tōhoku                   | |
| Takai Miho           | DPJ                   |                           | Block Shikoku                  | Nachrücker für Gotō Masanori im Dezember 2005                                                                     |
| Takaichi Sanae       | LDP                   | Machimura                 | Nara 2                         | |
| Takaki Yoshiaki      | DPJ                   | Kawabata                  | Nagasaki 1                     | |
| Takatori Shūichi     | LDP                   | Machimura                 | Block Hokuriku-Shin’etsu       | |
| Takayama Satoshi     | DPJ                   | Ozawa, Kawabata           | Block Nord-Kantō               | |
| Takebe Tsutomu       | LDP                   | Yamasaki                  | Hokkaidō 12                    | |
| Takeda Ryōta         | LDP                   | Yamasaki                  | Fukuoka 11                     | Gewählt als Unabhängiger (LDP-Postprivatisierungsgegner)                                                          |
| Takemasa Kōichi      | DPJ                   | Noda                      | Saitama 1                      | |
| Takemoto Naokazu     | LDP                   | Koga                      | Osaka 15                       | |
| Takeshita Wataru     | LDP                   | Tsushima                  | Shimane 2                      | |
| Taki Makoto          | fraktionslos          | -                         | Block Kinki                    | Gewählt für die Neue Partei Japan                                                                                 |
| Tamazawa Tokuichirō  | fraktionslos          | -                         | Block Tōhoku                   | Gewählt für die LDP                                                                                               |
| Tamura Kenji         | DPJ                   |                           | Block Tōkai                    | |
| Tamura Norihisa      | LDP                   | Tsushima                  | Mie 4                          | |
| Tanabu Masayo        | DPJ                   |                           | Block Tōhoku                   | |
| Tanahashi Yasufumi   | LDP                   | Tsushima                  | Gifu 2                         | |
| Tanaka Kazunori      | LDP                   | Yamasaki                  | Kanagawa 10                    | |
| Tanaka Makiko        | DPJ                   | -                         | Niigata 5                      | gewählt als Unabhängige                                                                                           |
| Tanaka Ryōsei        | LDP                   | -                         | Saitama 15                     | |
| Tani Kōichi          | LDP                   | Ibuki                     | Hyōgo 5                        | |
| Tanigaki Sadakazu    | LDP                   | Tanigaki                  | Kyōto 5                        | |
| Tanigawa Yaichi      | LDP                   | Machimura                 | Nagasaki 3                     | |
| Taniguchi Kazufumi   | Kōmeitō               | -                         | Block Süd-Kantō                | |
| Taniguchi Takayoshi  | Kōmeitō               | -                         | Osaka 5                        | |
| Tanihata Takashi     | LDP                   | Machimura                 | Osaka 14                       | |
| Tanimoto Tatsuya     | LDP                   | Machimura                 | Wakayama 1                     | |
| Tanose Ryōtarō       | LDP                   | Yamasaki                  | Nara 4                         | |
| Tasso Takuya         | DPJ                   |                           | Iwate 1                        | Rücktritt 2006 für Gouverneurswahlen                                                                              |
| Terada Minoru        | LDP                   | Koga                      | Hiroshima 5                    | |
| Terata Manabu        | DPJ                   | Kan                       | Akita 1                        | |
| Teruya Kantoku       | SDP                   | -                         | Okinawa 2                      | |
| Toida Tōru           | LDP                   | Tsushima                  | Hyōgo 11                       | |
| Tokai Kisaburō       | LDP                   | Yamasaki                  | Hyōgo 10                       | |
| Tokashiki Naomi      | LDP                   | Tsushima                  | Osaka 7                        | |
| Tokuda Takeshi       | LDP                   | -                         | Kagoshima 2                    | |
| Tomioka Tsutomu      | LDP                   | Yamasaki                  | Block Kyūshū                   | |
| Tomita Shigeyuki     | Kōmeitō               | -                         | Block Süd-Kantō                | |
| Tsuchiya Masatada    | LDP                   |                           | Block Tokio                    | |
| Tsuchiya Shinako     | LDP                   | -                         | Saitama 13                     | |
| Tsujimoto Kiyomi     | SDP                   | -                         | Block Kinki                    | |
| Tsumura Keisuke      | DPJ                   | Kan                       | Okayama 2                      | |
| Tsushima Yūji        | LDP                   | Tsushima                  | Aomori 1                       | |
| Tsutsui Nobutaka     | DPJ                   |                           | Niigata 6                      | |
| Uchiyama Akira       | DPJ                   | Ozawa                     | Block Süd-Kantō                | |
| Ueda Isamu           | Kōmeitō               | -                         | Kanagawa 6                     | |
| Ueno Ken’ichirō      | LDP                   | Yamasaki                  | Shiga 1                        | |
| Ukishima Toshio      | LDP                   |                           | Block Süd-Kantō                | |
| Uno Osamu            | LDP                   | Ibuki                     | Block Kinki                    | |
| Urushibara Yoshio    | Kōmeitō               | -                         | Block Hokuriku-Shin’etsu       | |
| Usui Hideo           | LDP                   | Kōmura                    | Chiba 1                        | |
| Wada Takashi         | DPJ                   |                           | Block Chūgoku                  | Nachrücker für Hiraoka Hideo (23. April 2008)                                                                     |
| Wakamiya Kenji       | LDP                   | Tsushima                  | Block Tokio                    | |
| Washio Eiichirō      | DPJ                   |                           | Block Hokuriku-Shin’etsu       | |
| Watanabe Atsushi     | LDP                   | Tsushima                  | Block Tōhoku                   | |
| Watanabe Hiromichi   | LDP                   | Tsushima                  | Chiba 6                        | |
| Watanabe Kōzō        | DPJ                   |                           | Fukushima 4                    | |
| Watanabe Shū         | DPJ                   |                           | Shizuoka 6                     | |
| Watanabe Tomoyoshi   | LDP                   | Yamasaki                  | Fukuoka 4                      | |
| Watanabe Yoshimi     | LDP                   | -                         | Tochigi 3                      | |
| Watanuki Tamisuke    | Neue Volkspartei/Sōzō | -                         | Toyama 3                       | |
| Yamada Masahiko      | DPJ                   | Ozawa                     | Block Kyūshū                   | |
| Yamagiwa Daishirō    | LDP                   | Yamasaki                  | Kanagawa 18                    | |
| Yamaguchi Shun’ichi  | LDP                   | Asō                       | Tokushima 2                    | Gewählt als Unabhängiger (LDP-Postprivatisierungsgegner)                                                          |
| Yamaguchi Taimei     | LDP                   | Tsushima                  | Saitama 10                     | |
| Yamaguchi Tsuyoshi   | DPJ                   |                           | Block Kinki                    | |
| Yamamoto Akihiko     | LDP                   | Machimura                 | Aichi 15                       | |
| Yamamoto Kōichi      | LDP                   | Tanigaki                  | Ehime 4                        | |
| Yamamoro Kōzō        | LDP                   | Koga                      | Block Kyūshū                   | |
| Yamamoto Taku        | LDP                   | Machimura                 | Fukui 2                        | |
| Yamamoto Tomohiro    | LDP                   | Ibuki                     | Block Kinki                    | |
| Yamamoto Yūji        | LDP                   | Kōmura                    | Kōchi 3                        | |
| Yamanaka Akiko       | LDP                   |                           | Chiba 2                        | |
| Yamanoi Kazunori     | DPJ                   | Maehara                   | Kyōto 6                        | |
| Yamaoka Kenji        | DPJ                   | Ozawa                     | Block Nord-Kantō               | |
| Yamasaki Taku        | LDP                   | Yamasaki                  | Fukuoka 2                      | |
| Yamauchi Kōichi      | LDP                   | -                         | Kanagawa 9                     | |
| Yanagimoto Takuji    | LDP                   | Ibuki                     | Block Kinki                    | |
| Yanagisawa Hakuo     | LDP                   | Koga                      | Shizuoka 3                     | |
| Yano Takashi         | LDP                   | Nikai                     | Block Kinki                    | |
| Yasui Jun’ichirō     | LDP                   | -                         | Block Tokio                    | |
| Yasuoka Okiharu      | LDP                   | Yamasaki                  | Kagoshima 1                    | |
| Yatsu Yoshio         | LDP                   | Ibuki                     | Gunma 3                        | |
| Yokomichi Takahiro   | fraktionslos          |                           | Hokkaidō 1                     | Vor der Wahl zum Vizepräsidenten DPJ (Yokomichi)                                                                  |
| Yokomitsu Katsuhiko  | DPJ                   | -                         | Block Kyūshū                   | |
| Yokoyama Hokuto      | DPJ                   | Ozawa                     | Block Tōhoku                   | |
| Yosano Kaoru         | LDP                   | -                         | Tokio 1                        | |
| Yoshida Izumi        | DPJ                   | Hatoyama                  | Block Tōhoku                   | |
| Yoshida Rokuzaemon   | LDP                   | Ibuki                     | Block Hokuriku-Shin’etsu       | |
| Yoshii Hidekatsu     | KPJ                   | -                         | Block Kinki                    | |
| Yoshikawa Takamori   | LDP                   | Tsushima                  | Block Hokkaidō                 | |
| Yoshino Masayoshi    | LDP                   | Machimura                 | Fukushima 5                    | |
| Yunoki Michiyoshi    | DPJ                   | Kan                       | Okayama 4                      | |